# Hoa hậu Việt Nam 2004
Hoa hậu Việt Nam 2004 là cuộc thi Hoa hậu Việt Nam lần thứ 9 do Báo Tiền phong đứng ra tổ chức. Lần thi này đã thu hút gần 3000 thí sinh trên cả nước gửi hồ sơ đăng ký tham dự. Vòng chung kết được tổ chức vào ngày 30 tháng 10 năm 2004 tại sân khấu nhạc nước khu du lịch Tuần Châu, thành phố Hạ Long, tỉnh Quảng Ninh. Người chiến thắng trong cuộc thi này là cô Nguyễn Thị Huyền, đến từ Hải Phòng.

## Kết quả

### Thứ hạng
| Kết quả                                         | Thí sinh                                                                                                | Vị trí quốc tế                   |
| Hoa hậu Việt Nam 2004 (Miss World Vietnam 2004) | - Nguyễn Thị Huyền                                                                                      | - Top 15 – Hoa hậu Thế giới 2004 |
| Á hậu 1                                         | - Trịnh Chân Trân                                                                                       |                                  |
| Á hậu 2                                         | - Nguyễn Thị Ngọc Bích                                                                                  |                                  |
| Top 5                                           | - Nguyễn Thị Lan Hương                                                                                  |                                  |
| Top 5                                           | - Nguyễn Thảo Hương                                                                                     | - Tham dự – Miss ASEAN 2005      |
| Top 10                                          | - Thân Thị Hoàng Diệu - Trần Thị Thu Hằng - Hồ Thị Quỳnh Nga - Trần Thị Thanh Thủy - Phạm Kim Hoàng Yến |                                  |

## Các giải thưởng phụ
| Giải phụ                                       | Họ tên                 |
| ---------------------------------------------- | ---------------------- |
| Miss Thái Tuấn                                 | - Nguyễn Thị Ngọc Bích |
| Người đẹp Hình thể                             | - Trần Thị Thu Hằng    |
| Người đẹp có gương mặt khả ái                  | - Nguyễn Thị Lan Hương |
| Đại sứ Du lịch                                 | - Nguyễn Thảo Hương    |
| Người đẹp có làn da đẹp                        | - Nguyễn Thị Huyền     |
| Người đẹp ứng xử hay nhất                      | - Nguyễn Thị Huyền     |
| Hoa hậu bình chọn qua mạng điện thoại 19001700 | - Trịnh Chân Trân      |
| Duyên dáng Tuần Châu                           | - Trịnh Chân Trân      |

## Thí sinh
| STT | Họ và tên            | Năm sinh | Số báo danh | Chiều cao              | Quê quán              | Thành tích                                                                   |
| --- | -------------------- | -------- | ----------- | ---------------------- | --------------------- | ---------------------------------------------------------------------------- |
| 1   | Nguyễn Quỳnh Anh     | 1986     | 66          | 1,73 m (5 ft 8 in)     | Hà Nội                |                                                                              |
| 2   | Trần Vân Anh         | 1986     | 06          | 1,66 m (5 ft 5+1⁄2 in) | Thành phố Hồ Chí Minh |                                                                              |
| 3   | Nguyễn Thị Ngọc Bích | 1985     | 15          | 1,74 m (5 ft 8+1⁄2 in) | Bến Tre               | Á hậu 2 Miss Thái Tuấn                                                       |
| 4   | Cao Thị Mỹ Dung      | 1985     | 65          | 1,65 m (5 ft 5 in)     | Đắk Nông              |                                                                              |
| 5   | Thân Thị Hoàng Diệu  | 1986     | 27          | 1,7 m (5 ft 7 in)      | Tiền Giang            | Top 10                                                                       |
| 6   | Nguyễn Thùy Dương    | 1982     | 95          | 1,68 m (5 ft 6 in)     | Hà Nội                |                                                                              |
| 7   | Nguyễn Thị Thu Hà    | 1986     | 18          | 1,69 m (5 ft 6+1⁄2 in) | Hải Phòng             |                                                                              |
| 8   | Trần Thị Thu Hằng    | 1985     | 135         | 1,73 m (5 ft 8 in)     | Thành phố Hồ Chí Minh | Top 10 Người đẹp Hình thể                                                    |
| 9   | Nguyễn Thị Lan Hương | 1985     | 150         | 1,66 m (5 ft 5+1⁄2 in) | Hà Nội                | Top 5 Người đẹp có gương mặt khả ái                                          |
| 10  | Nguyễn Thảo Hương    | 1984     | 45          | 1,69 m (5 ft 6+1⁄2 in) | Hà Nội                | Top 5 Đại sứ Du lịch                                                         |
| 11  | Nguyễn Thị Huyền     | 1985     | 218         | 1,72 m (5 ft 7+1⁄2 in) | Hải Phòng             | Hoa hậu Việt Nam 2004 Người đẹp có làn da đẹp nhất Người đẹp ứng xử hay nhất |
| 12  | H'Wion Knul          | 1986     | 253         | 1,63 m (5 ft 4 in)     | Đắk Lắk               |                                                                              |
| 13  | Trần Thanh Loan      | 1986     | 319         | 1,69 m (5 ft 6+1⁄2 in) | Thành phố Hồ Chí Minh |                                                                              |
| 14  | Phạm Ngọc Mỹ         | 1986     | 202         | 1,75 m (5 ft 9 in)     | Quảng Ninh            |                                                                              |
| 15  | Hồ Thị Quỳnh Nga     | 1985     | 118         | 1,72 m (5 ft 7+1⁄2 in) | Phú Thọ               | Top 10                                                                       |
| 16  | Nguyễn Thùy Oanh     | 1985     | 158         | 1,66 m (5 ft 5+1⁄2 in) | Hà Tĩnh               |                                                                              |
| 17  | Đỗ Đoàn Hạ Quyên     | 1984     | 555         | 1,69 m (5 ft 6+1⁄2 in) | Thành phố Hồ Chí Minh |                                                                              |
| 18  | Trần Thị Thanh Thủy  | 1983     | 617         | 1,7 m (5 ft 7 in)      | Thành phố Hồ Chí Minh | Top 10                                                                       |
| 19  | Trịnh Chân Trân      | 1980     | 968         | 1,72 m (5 ft 7+1⁄2 in) | Thành phố Hồ Chí Minh | Á hậu 1 Hoa hậu bình chọn qua mạng điện thoại 19001700 Duyên dáng Tuần Châu  |
| 20  | Nguyễn Ngọc Hồng Vân | 1984     | 899         | 1,68 m (5 ft 6 in)     | Thành phố Hồ Chí Minh |                                                                              |
| 21  | Phạm Kim Hoàng Yến   | 1986     | 985         | 1,64 m (5 ft 4+1⁄2 in) | Tiền Giang            | Top 10                                                                       |

## Phần thi ứng xử

### Nguyễn Thị Ngọc Bích
- Câu hỏi: "Gần đây, báo chí nước ta hay nói tới chiếc áo dài Việt Nam đang được nhiều nước trên thế giới chú ý và đề cao. Vì sao?"
- Trả lời: "Chiếc áo dài Việt Nam đó là một bản sắc dân tộc văn hóa, tà áo dài Việt Nam mang đậm truyền thống văn hóa của dân tộc ta và qua diễn đàn hội nghị Á - Âu hoặc gọi là ASEAN 5 đã được diễn ra và điều đó có nghĩa là chiếc áo dài được mọi người biết đến và hơn thế nữa chiếc áo dài sẽ được nâng cao hơn vị thế của nước Việt Nam ta."

### Nguyễn Thảo Hương
- Câu hỏi: "Nếu đêm nay Ban giám khảo chọn bạn là Hoa hậu Việt Nam, nhưng nhiều khán giả cho rằng bạn chưa xứng đáng, bạn sẽ nghĩ gì?"
- Trả lời: "Nếu như đêm nay em được chọn là hoa hậu, nhưng một số khán giả không đồng tình. Trước tiên, em gửi lời cảm ơn với BGK mọi tin tưởng trao cho em vinh dự này, sau đó em xin được cám ơn quý vị khán giả đang ngồi xem tại Tuần Châu cũng như khán giả xem truyền hình đã ủng hộ cổ vũ cho em đêm thi ngày hôm nay thành công tốt đẹp. Với 21 thí sinh đêm nay, em nghĩ rằng ai cũng xứng đáng là hoa hậu bởi vì họ đã vượt qua hơn 3000 thí sinh để đến đêm chung kết ngày hôm nay. Nhưng em thật sự may mắn hơn cả được BGK tin tưởng và trao chiếc vương miện hoa hậu, vì vậy em sẽ cố gắng hoàn thiện nhiều hơn nữa sao cho xứng đáng với chiếc vương miện mà mình đạt được."

### Nguyễn Thị Lan Hương
- Câu hỏi: "Bạn nghĩ gì khi đến thăm những trẻ em là nạn nhân chất độc màu da cam?"
- Trả lời: "Hiện nay khi mà chúng ta nhìn thấy những nạn nhân chất độc màu da cam, chúng ta chưa chắc hẳn không ai không đồng lòng thương xót và đó là một vấn đề nóng hổi của báo chí trong nước và nước ngoài. Đó là nỗi đau không chỉ riêng dân tộc Việt Nam chúng ta mà còn là nỗi đau của những trái tim nhân hậu trên thế giới. Thật là xót xa khi được nhìn thấy những mảnh đời thiếu hoàn thiện, vậy chúng ta cần phải lên án các công ty của Mỹ đã sản xuất ra chất độc đioxin gây đau thương cho các nạn nhân của chúng ta và riêng bản thân em thì em sẽ cố gắng phần nào những chia sẻ đóng góp công sức nhỏ bé của mình để phần nào xoa dịu nỗi đau các mảnh đời thiếu hoàn thiện ấy. Và em xin kêu gọi tất cả mọi người, những đồng bào ta ở trong nước và các kiều bào hãy yêu thương chia sẻ, giúp đỡ những nạn nhân từ con tim."

### Nguyễn Thị Huyền
- Câu hỏi: "Những năm gần đây, nhiều hoa hậu đã trở thành đại sứ thiện chí của Liên Hợp Quốc, theo bạn đó có phải là điều tốt đẹp hay không?"
- Trả lời: "Tất cả các cuộc thi Hoa hậu nhằm tôn vinh vẻ đẹp của người phụ nữ, vẻ đẹp ấy không chỉ thể hiện ở hình thức mà còn vẻ đẹp ở tri thức, tâm hồn đó mới là cái vẻ đẹp hoàn thiện. Việc ngày nay các hoa hậu trở thành nhà đại sứ thiện chí của Liên Hợp Quốc, theo em việc làm này là hết sức tốt đẹp bởi vì nó làm cho cái thiện ấy, làm cho cái đẹp ấy ngày càng được nhân lên và tỏa sáng. Chính vì lẽ đó, mà em thiết nghĩ rằng việc này cũng nhấc lên và ngày càng phát huy bởi vì nó làm cho cuộc sống trên thế giới của chúng ta ngày càng tốt đẹp hơn."

### Trịnh Chân Trân
- Câu hỏi: "Bạn có nghĩ rằng thế giới ngày nay đang có nhiều điều bất ổn?"
- Trả lời: "Theo em, thế giới của ngày hôm qua và thế giới của ngày hôm nay dù luôn luôn xảy ra những điều bất ổn mà chúng ta dù muốn dù không, dù trực tiếp hay gián tiếp mà phải chịu những ảnh hưởng nhất định, thiết nghĩ chúng ta không thể làm gì để thay đổi quá khứ cũng như thật là khó khăn để mà có thể khắc phục những điều đang xảy ra dù chúng ta có thể làm là ngăn chặn ngay từ bây giờ, rút ra bài học để chuẩn bị xây dựng cho thế giới tương lai. Đối với những bất ổn khách quan do thiên nhiên gây ra như bệnh tật, thiên tai chúng ta cùng nhau hợp sức, phòng ngừa, khắc phục còn đối với những bất ổn chủ quan do chính con người gây ra như bạo lực đường phố thì em nghĩ nó đòi hỏi chúng ta cần phải sống có ý thức và trách nhiệm hơn đối với cộng đồng và xã hội, thiết nghĩ nếu mỗi con người trong chúng ta tự hoàn thiện bản thân mình, biết sống vì người, vì mình và vì cho mọi người trên thế giới thì em nghĩ thế giới của ngày mai sẽ là một thế giới thật tươi đẹp và hòa bình."

## Thông tin thêm
- Đây là lần đầu tiên, đêm chung kết của một cuộc thi hoa hậu Việt Nam được tổ chức ở sân khấu ngoài trời và truyền hình trực tiếp trên sóng đài truyền hình Việt Nam.
- Lần đầu tiên trong lịch sử các kỳ hoa hậu Việt Nam, giải phụ: Thí sinh được yêu thích nhất (do khán giả bầu chọn qua mạng điện thoại 19001570) được trao và người đầu tiên có vinh dự nhận danh hiệu này là Thí sinh Trịnh Chân Trân đến từ Thành phố Hồ Chí Minh.[3]
- Năm thứ 2 liên tiếp, 1 người đẹp đến từ thành phố Hải Phòng đăng quang ngôi vị hoa hậu Việt Nam. Trước đó, hoa hậu Việt Nam 2002 Phạm Thị Mai Phương cũng là người Hải Phòng.
- Nguyễn Thị Huyền trước khi đăng quang Hoa hậu Việt Nam cô đã từng là Á hậu 1 cuộc thi Hoa hậu Thể thao Việt Nam năm 2001. Sau khi đăng quang Hoa hậu Việt Nam cô đã đại diện Việt Nam tham dự cuộc thi Hoa hậu Thế giới 2004 tại đảo Hải Nam (Trung Quốc), tuy là thí sinh đến muộn nhất nhưng cô vẫn được chọn vào Top 15 thí sinh đẹp nhất trong đêm chung kết.
- Trịnh Chân Trân trước khi đăng quang cũng đã thử sức tại cuộc thi Hoa hậu Việt Nam năm 1998 nhưng chỉ lọt vào Top 23 thí sinh tham gia vòng chung kết. Năm 1995 khi chỉ mới 15 tuổi cô đã tham dự cuộc thi Hoa khôi Thời Trang và lọt vào Top 8 thí sinh đẹp nhất.
- Nguyễn Thị Ngọc Bích là Á khôi 2 Duyên Dáng Đồng Bằng năm 2003, Á khôi 1 Duyên Dáng Đồng Bằng năm 2004.
- Nguyễn Thảo Hương đã đại diện Việt Nam tham dự cuộc thi Hoa hậu Đông Nam Á năm 2005 tại Indonesia và đoạt giải Hoa hậu Ảnh.
- Nguyễn Thị Lan Hương đoạt giải 2 cuộc thi Tìm kiếm Diễn viên điện ảnh Toàn Quốc năm 2004, cô còn đóng phim Lập trình cho trái tim.
- Thân Thị Hoàng Diệu là Hoa hậu Áo dài Việt Nam 2006, trước đó cô từng tham dự Duyên Dáng Đồng Bằng năm 2002, 2003 và 2004 nhưng chỉ lọt vào Top 5, năm 2005 cô đăng quang Hoa khôi Duyên dáng Đồng Bằng qua 4 lần thử sức ở cuộc thi này. Năm 2004 cô đoạt giải Bạc Siêu mẫu Việt Nam khu vực Đồng Bằng Sông Cửu Long, lọt vào top 10 và đoạt giải Siêu mẫu Ăn Ảnh cuộc Siêu mẫu Việt Nam 2004. Năm 2005 cơ đoạt giải Á Hoàng 2 cuộc thi Nữ hoàng trang sức Việt Nam.
- Trần Thị Thu Hằng từng đoạt giải Vàng Tìm kiếm người mẫu thời trang châu Á năm 2002 (Nay là cuộc thi Siêu mẫu Việt Nam). Sau khi tham dự cuộc thi Hoa hậu Việt Nam cô tiếp tục tham dự cuộc thi Hoa hậu PNVN qua ảnh nhưng cũng chỉ lọt vào top 10 và đoạt giải phụ Miss Civic.
- Hồ Thị Quỳnh Nga là Á khôi 2 Người đẹp Hà Nội - Việt Nam năm 2003.
- Trần Thị Thanh Thủy từng thử sức tại cuộc thi Hoa hậu Việt Nam năm 2000 nhưng không lọt vào vòng chung kết. Năm 2000, cô cũng tham dự cuộc thi Hoa hậu Phụ nữ Việt Nam qua ảnh nhưng không lọt vào Top 10.
- Nguyễn Quỳnh Anh là Á khôi 1 Người đẹp Hà Nội - Việt Nam 2003, lọt vào top 15 Siêu mẫu Việt Nam 2005, Hoa HẬu Hữu Nghị Việt Trung năm 2005.
- Trần Vân Anh từng tham dự cuộc thi Hoa hậu Việt Nam năm 2000 nhưng không lọt vào vòng chung kết.
- Trần Thanh Loan tham dự cuộc thi Hoa hậu Việt Nam 2006 và lọt vào top 10 người đẹp nhất. Năm 2005 cô cũng lọt vào top 15 cuộc thi Siêu mẫu Việt Nam. Năm 2006 cô lọt vào top 10 và đoạt giải Mái tóc đẹp nhất cuộc thi Hoa hậu PNVN qua ảnh.
- Cao Thị Mỹ Dung là Hoa khôi Tây Nguyên 2004.
- H'Wion Knul là Á khôi 2 Người đẹp Tây Nguyên 2004.
- Phạm Kim Hoàng Yến là á khôi sông Tiền 2000.

## Dự thi quốc tế
| Cuộc thi        | Tên               | Danh hiệu | Thứ hạng       | Giải thưởng đặc biệt |
| --------------- | ----------------- | --------- | -------------- | -------------------- |
| Miss World 2004 | Nguyễn Thị Huyền  | Hoa hậu   | Top 15         | Không                |
| Miss ASEAN 2005 | Nguyễn Thảo Hương | Top 5     | Không đạt giải | Miss Photogenic      |